# Quartier des tanneurs de Colmar
Le quartier des tanneurs se trouve en plein cœur du centre ville de Colmar.

## Historique
Le nom du quartier vient des tanneurs qui, autrefois, faisaient sécher leurs peaux aux fenêtres. Les toitures de ces maisons colombage sont ouvertes afin de faciliter la circulation d'air en vue du séchage.
André Malraux, qui crée l'Inventaire général du patrimoine culturel le 4 août 1962, débloque un budget pour la rénovation de ce quartier entre 1968 et 1974 qui fait dès lors son entrée dans le secteur sauvegardé de la ville.
L'opération a touché 33 unités foncières dont 27 furent restaurées. L'opération la plus spectaculaire a été le plumage, c'est-à-dire la mise à nu de l'ossature en pan de bois et le nettoyage soigneux des maçonneries. L'opération, coûteuse, a permis à une nouvelle population aisée de s'installer en ville, expatriant du même coup les occupants les plus modestes.

## Architecture
Hautes maisons à pans de bois datant des XVIIe et XVIIIe siècles